# 미켈 발렌시아가
미켈 발렌시아가 오루에사가스티(스페인어: Mikel Balenziaga Oruesagasti ˈmikel βalenˈθjaɣa[*], 바스크어: mikel balens̻iaɣa, 1988년 2월 29일, 바스크 주 수마라가 ~)는 스페인의 프로 축구 선수로, 현재 아틀레틱 빌바오에서 좌측 수비수로 활약하고 있다.

## 클럽 경력
발렌시아가는 기푸스코아 도 수마라가 출신으로, 레알 소시에다드 유소년부에서 축구를 시작했으며, 3부 리그의 2군에서 활약했다. 그러나, 2008-09 시즌에 바스크 경쟁 구단인 아틀레틱 빌바오에 입단했다.
본래 2군의 일원으로 감안하고 영입한 선수였으나, 발렌시아가는 얼마 지나지 않아 코이킬리나 하비에르 카사스를 제치고 시즌 대부분 붙박이 주전으로 보냈고, 처음 출전한 경기는 0-0으로 비긴 말라가와의 2008년 9월 14일 원정 경기였다. 또다른 아틀레틱 졸업생 안데르 이투라스페도 이 경기에서 라 리가 신고식을 치렀다.
2009년 7월, 아틀레틱은 이웃 레알 소시에다드에서 샤비 카스티요를 영입하면서 발렌시아가의 다음 시즌 입지를 위협했고, 결국 1부 리그에서 갓 강등된 누만시아로 임대되었다. 2010-11 시즌을 사자 군단 소속으로 1경기 출장에 그쳐 실망스러운 한 해를 보낸 그는 2011년 여름에 바야돌리드와 3년 계약을 맺고 이적했다.
2년 동안 카스티야 이 레온 연고 구단에서 꾸준히 활약한 후, 발렌시아가는 2013-14 시즌을 앞두고 아틀레틱으로 복귀해 에르네스토 발베르데 신임 감독 하에 1군 주전 지위 경쟁을 했다. 2016년 9월 24일, 그는 프로 무대 첫 골을 기록했는데, 빌바오는 안방에서 세비야를 3-1로 완파했다.

## 국가대표팀 경력
발렌시아가는 스페인 U-21 국가대표팀 경기에 1번 출전했는데, 2008년 11월 18일에 벌어진 포르투갈 원정 친선경기에 58분 뛰었고, 스페인은 이 경기에서 1-4로 패했다. 그는 바스크 대표팀 비공식 경기에 출전한 적도 있다.

## 경력 통계

### 클럽
2021년 7월 1일 기준
| 구단              | 시즌      | 리그              | 리그 | 리그 | 컵   | 컵 | 기타 | 기타 | 합계 | 합계 |
| 구단              | 시즌      | 리그명            | 출장 | 골   | 출장 | 골 | 출장 | 골   | 출장 | 골   |
| ----------------- | --------- | ----------------- | ---- | ---- | ---- | -- | ---- | ---- | ---- | ---- |
| 레알 소시에다드 B | 2006–07   | 세군다 디비시온 B | 17   | 0    | –    | –  | –    | –    | 17   | 0    |
| 레알 소시에다드 B | 2007–08   | 세군다 디비시온 B | 36   | 0    | –    | –  | –    | –    | 36   | 0    |
| 레알 소시에다드 B | 합계      | 합계              | 53   | 0    | 0    | 0  | 0    | 0    | 53   | 0    |
| 아틀레틱 빌바오   | 2008–09   | 라 리가           | 24   | 0    | 2    | 0  | –    | –    | 26   | 0    |
| 누만시아          | 2009-10   | 세군다 디비시온   | 26   | 0    | 0    | 0  | –    | –    | 26   | 0    |
| 아틀레틱 빌바오   | 2010–11   | 라 리가           | 1    | 0    | 0    | 0  | -    | -    | 1    | 0    |
| 바야돌리드        | 2011–12   | 세군다 디비시온   | 36   | 0    | 1    | 0  | 4    | 0    | 41   | 0    |
| 바야돌리드        | 2012–13   | 라 리가           | 32   | 0    | 2    | 0  | –    | –    | 34   | 0    |
| 바야돌리드        | 합계      | 합계              | 68   | 0    | 3    | 0  | 4    | 0    | 75   | 0    |
| 아틀레틱 빌바오   | 2013–14   | 라 리가           | 31   | 0    | 6    | 0  | –    | –    | 36   | 0    |
| 아틀레틱 빌바오   | 2014–15   | 라 리가           | 33   | 0    | 7    | 0  | 8    | 0    | 48   | 0    |
| 아틀레틱 빌바오   | 2015–16   | 라 리가           | 34   | 0    | 4    | 0  | 13   | 0    | 51   | 0    |
| 아틀레틱 빌바오   | 2016–17   | 라 리가           | 33   | 1    | 3    | 0  | 7    | 0    | 43   | 1    |
| 아틀레틱 빌바오   | 2017–18   | 라 리가           | 18   | 0    | 0    | 0  | 10   | 0    | 28   | 0    |
| 아틀레틱 빌바오   | 2018–19   | 라 리가           | 11   | 0    | 2    | 0  | –    | –    | 13   | 0    |
| 아틀레틱 빌바오   | 2019–20   | 라 리가           | 9    | 0    | 2    | 0  | –    | –    | 11   | 0    |
| 아틀레틱 빌바오   | 2020–21   | 라 리가           | 23   | 0    | 3    | 0  | 2    | 0    | 28   | 0    |
| 아틀레틱 빌바오   | 합계      | 합계              | 192  | 1    | 29   | 0  | 38   | 0    | 259  | 1    |
| 경력 합계         | 경력 합계 | 경력 합계         | 374  | 1    | 34   | 0  | 42   | 0    | 450  | 1    |

1. ↑  승격 플레이오프전 출장 경기 기록 포함
2. ↑  챔피언스리그 출장 경기 기록 포함
3. ↑  유로파리그 11경기, 수페르코파 데 에스파냐 출장 경기 기록 포함
4. 1 2  유로파리그 출장 경기 기록 포함
5. ↑  아틀레틱 빌바오는 그가 APOEL과의 안방 경기에서 1골을 기록한 것으로 보았으나, 공식 경기 보고서에는 자책골로 기록되어 있고, 경기 영상에는 수비수에 크게 굴절된 것으로 기록되었다
6. ↑  수페르코파 데 에스파냐 출장 경기 기록 포함

## 수상
아틀레틱 빌바오
- 수페르코파 데 에스파냐: 2015,[13] 2020–21[14]
- 코파 델 레이 준우승: 2014–15,[15] 2019–20,[16] 2020–21[17]

## 참고
1. ↑  발렌시아가는 단독으로 스페인어:  balenˈθjaɣa[*]로 발음한다.